# ゲオルク・クラウス

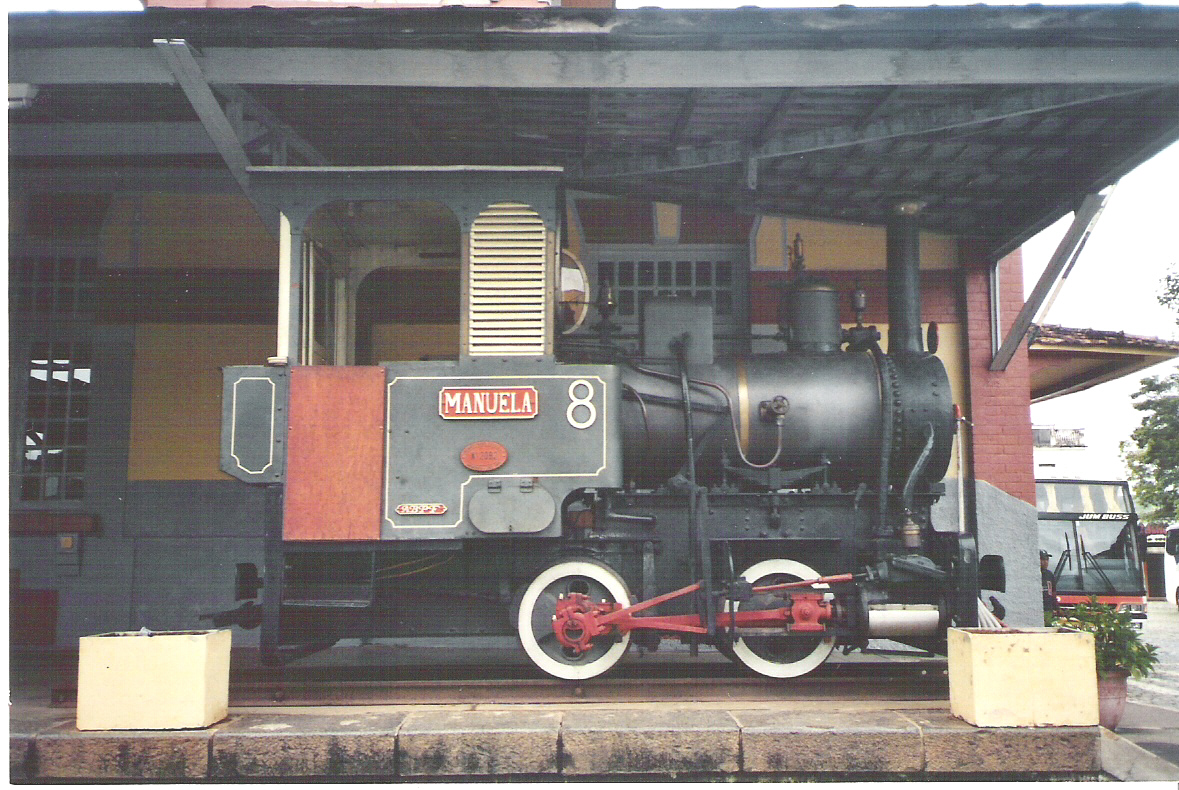
クラウス製2092号機関車、1889年製でブラジルのサン・ロウレンソの駅に展示されている

ゲオルク・クラウス（Georg Krauss、1826年12月25日アウクスブルク - 1906年11月5日ミュンヘン）、1905年からはゲオルク・リッター・フォン・クラウス（Georg Ritter von Krauss）は、バイエルン王国の実業家で、ミュンヘンおよびオーストリアオーバーエスターライヒ州リンツの機関車工場クラウス (Locomotivfabriken Krauß & Comp.) の創業者である。クラウスの綴りがKraußからKraussになったのは、後に銘板に大文字で会社名を記入するようになってからである。

## 初期
ゲオルク・クラウスは、織物親方のヨハン・ゲオルク・フリードリヒ・クラウス (Johann Georg Friedrich Krauß) とその妻アンナ・マルガレーテ (Anna Margarethe) の間の4人兄弟の長男として、幼名はシュタール (Stahl) として生まれた。初等教育を終えたのち、彼は1833年に設立されたアウクスブルクの王立工業専門学校（Kgl. Polytechnische Schule、現在のアウクスブルク単科大学）に進学した。彼はここで非常に優秀な成績をおさめ、特待生となった。学校での教育を終えたのち、彼は21歳の時にミュンヘンへ出て、ミュンヘンの機関車工場J.A.マッファイで働いて機関車設計を学んだ。続いて1849年に王立バイエルン邦有鉄道（バイエルン国鉄）に入り、ホーフ、ケンプテン、リンダウなどで働いた。1857年にはスイス北東鉄道へ入り、機関車主任として同鉄道の機関車運用管理責任者と工場長を務めた。
ここで4両の機関車を製作したことは、彼の経歴において重要なステップとなった。新規開業路線のために、自社工場で自らの理想に従った設計の機関車を製作したことで、クラウスは後の機関車工場経営管理に自信を持つことができたのである。
この頃から彼はミュンヘンにおいて彼自身の工場を設立する準備をしていた。既にこの分野で成功を収めていたヨーゼフ・フォン・マッファイからの強い反対を受けたものの、彼は会社創業に必要な資金調達に成功し、1866年7月17日にクラウス機関車工場を合資会社として設立、ミュンヘン＝ノイハウゼンのマースフェルトに工場を創業した。

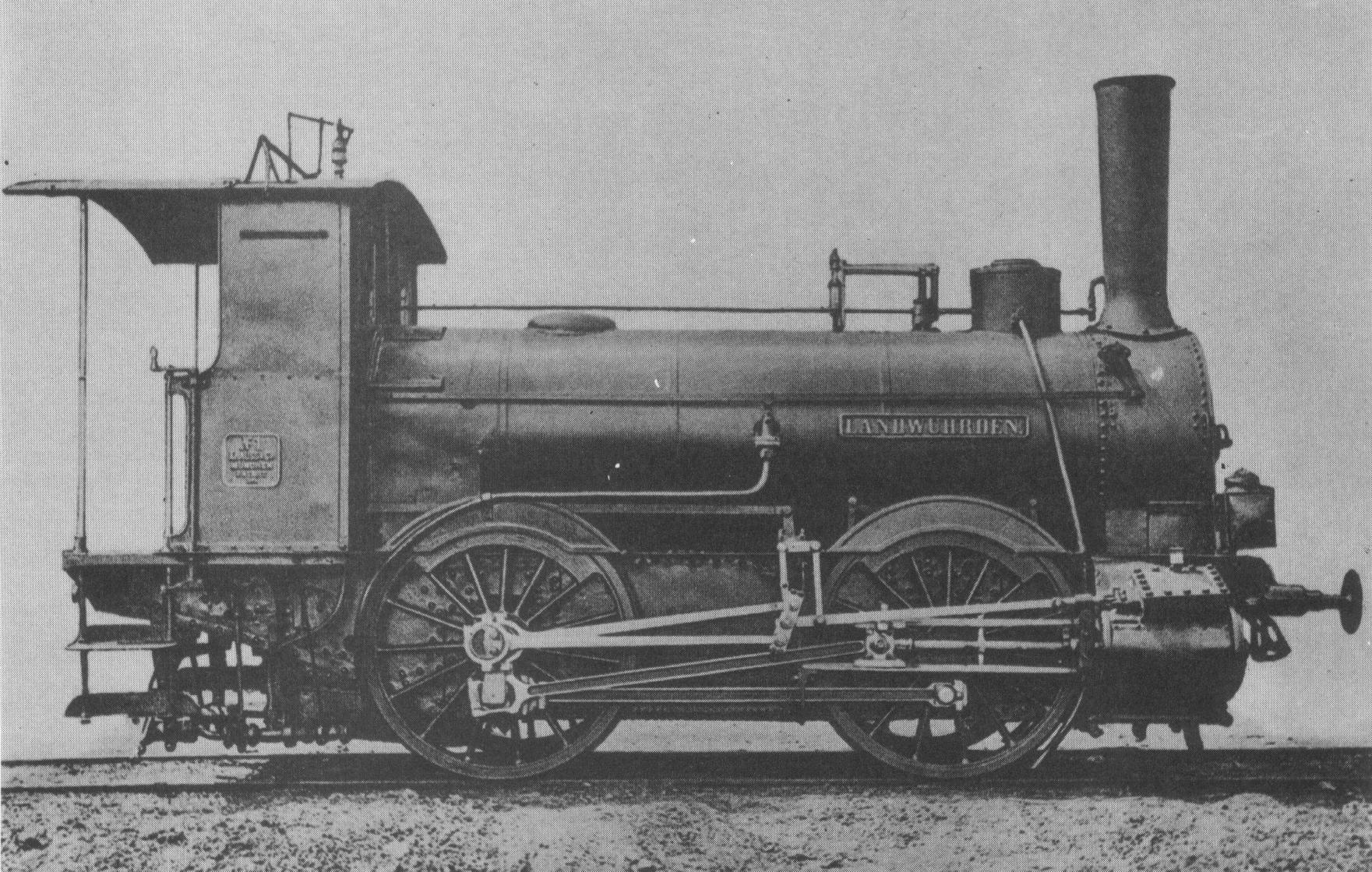
クラウス製1号機関車
"Landwührden"

1867年3月には早くも同社第1号機関車となる「ラントヴュールデン」を完成、この機関車はパリの万国博覧会に出品され、金メダルを獲得した。
この機関車はスイス北東鉄道時代にクラウスが発案していた、「クラウス・システム」（ウェルタンク）と呼ばれる画期的な構造の初適用例でもあった。この構造は薄鋼板を強固に組み合わせて製作された板台枠の一部を仕切って、蒸気機関車の水タンクとして利用するもので、床上にタンクを設置するよりも重心を低くでき、しかもタンクの部材の質量を台枠の補強に利用可能で、さらには空いた床上のスペースを燃料庫の拡張あるいは水タンクのさらなる増積にも利用できるという、一石三鳥のアイデアである。
この構造は以後、クラウス社製小型蒸気機関車に標準採用されたほか、オーレンシュタイン・ウント・コッペル社をはじめとするドイツ国内の後発小型蒸気機関車メーカー各社に広く模倣され、さらには日本の日本車輌製造をはじめとする車両メーカー各社にも孫コピーで模倣されるなど、大きな成功を収めた。
1872年にはミュンヘンの南駅に小型機関車製作を目的とする副工場（ゼントリンク工場）を、そして1880年にはドナウ君主国（オーストリア＝ハンガリー帝国）の高い輸入関税を避けるためにオーストリアのリンツにも工場を設立した。

## さらなる成功
クラウスは単に成功をおさめた機関車製造業者としてだけでなく、その他の技術的な発展、たとえばカール・フォン・リンデによる最初の冷凍機の製造にも貢献した。またザクセン王国、テューリンゲン州、エルザスなどの鉄道路線建設や、ミュンヘンやウィーンの馬車鉄道の蒸気運転への更新、キームゼー鉄道、ミュンヘンの地方鉄道などにも参加した。さらに1876年にはこんにちのドイツ技術者協会 (VDI) の設立者の1人となり、1903年にはドイツ博物館の設立に際して10万マルクを支援し、また彼の造った最初の機関車「ラントヴュールデン」を買い戻した。
また技術者としても先述のクラウス・システム以外に、クラウス社の技師長であったリヒャルト・フォン・ヘルムホルツと協力して1888年にクラウス・ヘルムホルツ台車(Krauss-Helmholtz Truck)と称する、1軸先台車を備える機関車の曲線通過を円滑にする機構を考案している。
これは先行したビッセル式1軸先台車に範を採りつつ、1軸先台車の左右軸箱を2頂点とするトラスバーフレームの残る1頂点を、隣接する第1動軸の中央部に設けられた専用の軸箱と関節を介して結合、ここを支点の一つにして1軸先台車のラジアル運動を行わせることで、1軸先台車本体の首振りに合わせて第1動軸を左右にわずかにスライドさせる機構である。
この機構は直線区間で発生する1次蛇行動を各輪軸が逆方向へ移動する作用によって抑止し、急曲線区間では機構全体にかかる側圧によって先台車および第1動軸をともに車体から相対的に曲線路の内側へ逃がし、さらにそれによって圧縮された復元ばねの作用で曲線通過後の先台車のポジション復元を実現する。
これにより、従来は急曲線通過時に軌条側面と車輪のフランジの間に生じる摩耗が大きかった1軸先台車を備える大型機関車であっても、2軸先台車を装着する大型機関車に匹敵するほど摩耗が大幅に低減され、また軌条にかかる横圧の低減も実現、軌道保守の負担が軽減された。そのため、この機構はドイツおよびオーストリアで製作される1軸先台車を備える大型機関車に広く採用されている。

## その後
1876年に彼の最初の妻リディア (Lydia) が亡くなり、また1885年には事故で彼の唯一の息子、コンラート (Conrad) が亡くなった。クラウスは彼の会社を公開の株式会社 (AG) へと転換し、経営の第一線から退いた。しかし取締役会の会長の地位には死ぬまで留まった。

## 受賞
1880年の時点で彼は、ザクセン＝ヴァイマル＝アイゼナハ大公国からRitterkreuz I. Klasseを受章し、またバイエルン国王ルートヴィヒ2世からもその忠勤に対してKöniglich bayerischer Kommerzienratを与えられた。1903年にはVerdienstorden vom Hl. Michael III. KlasseとRitterkreuzes des Verdienstordens der Bayerischen Kroneを、そして1905年3月6日には貴族に叙せられた。ミュンヘン工科大学は名誉工学博士号を授与し、ドイツ技術者協会はグラスホフ記念メダルを授与した。

## 先見の明を持った人生
1905年にクラウスは、会社の工場を過密となっていたミュンヘンの市街中心部から同市郊外のアラッハ (Allach) へ移転させることを決断した。この場所では現在でも、クラウスの後継企業が操業している。しかしながら彼は、ドイツ博物館の完成もアラッハへの工場移転完了も見ずに亡くなった。
1906年11月5日、実業家ゲオルク・フォン・クラウスはミュンヘンにて80歳の誕生日を目前に亡くなった。彼の友人で最初に協業したカール・フォン・リンデ(Carl von Linde : 1842-1934)が会長の地位を引き継いだ。
クラウスの工場は1866年の会社創業から、世界恐慌の影響で倒産した同業のJ.A.マッファイ社と1931年に合併してクラウス・マッファイ社に改組されるまでの間に7,186両の機関車を製造した。
なお、クラウス・マッファイ社は本社をアラッハに置き、合併に伴う工場の統廃合ではJ.A.マッファイ社の本社工場（ヒルシュアウ工場）の機能を既にアラッハに移転済みであったクラウス社の工場へ移転・統合する措置をとっている。